# Fabiola Lorenzi Dergovics
Fabiola Lorenzi Dergovics, nascida em São Paulo, no dia 23 de junho de 1967, é uma atleta paralímpica brasileira. Atualmente no tiro com arco. Empresária empreendedora da marca e loja Aljava´s Gifts , marca focada em semi-jóias e artigos de vestuário com artes baseadas no tiro com arco e caiaque, para divulgação das modalidades com pouca divulgação internacional e nacional. Sua formação acadêmica é em Bióloga formada pela Universidade de São Paulo - USP, com especialização em Sequenciamento Genético e Biologia Molecular.

## Carreira
Fabiola sempre foi praticante de esportes, de forma amadora e profissional. Competia em uma variedade de esportes, dentre algumas delas, as que mais se destacou foram:
- Ex Atletismo fundista 10 e 15km – tendo a sua melhor colocação em 3 meses antes do seu acidente em 2007, ficando em 34° lugar na Corrida Internacional da São Silvestre em 2006. 4° Lugar na Corrida da Polícia Militar do Estado de São Paulo/SP 2007 - 20 dias antes do acidente em 2007
- Ex Jogadora de volley, basquete e salto em altura
- Atleta paralímpica de tiro com arco – profissional e atualmente
- Paratleta de caiaquismo – amadora e atualmente
Fabíola não nasceu paratleta, se tornou uma pessoa com deficiência após um acidente em 2007, onde caiu de uma altura de 3,5 metros no vão de uma escada, tendo ruptura de ligamentos no tornozelo direito, fratura de ossos da mão, cotovelo, luxação de três costelas e de uma vértebra no pescoço e fratura em vértebra na região lombar na coluna. Sendo assim, sua perna direita ficou paralisada, e sequelas no ombro e mão. Para se recuperar, precisou passar por cirurgias, fisioterapia e bloqueios para administrar dor.  
Depois de se recuperar, Fabiola começou a procurar esportes que poderia praticar mesmo com as limitações. Como ela já havia praticado tiro técnico com pistola, após ser apresentada ao tiro com arco, se identificou muito com a modalidade, iniciando a sua formação como atleta na escola de tiro com arco, no Círculo Militar de São Paulo em meados de 2013, com início em competições em 2014. Fabiola sempre achou o tiro com arco um desafiador por associar preparo físico, foco e precisão.

## Títulos e Carreira Esportiva
Seus principais e mais atuais títulos são:
Modalidade Paralímpica
- 8º lugar nos Jogos Paralímpicos Tokyo 2021+1 – colocação inédita
- Bicampeã Para Pan-Americano Individual (2019 – Medellín-Colômbia e 2021 – Monterrey-México)
- Octacampeã MICA - Multisites Indoor Championships of  the Americas (Campeonato Indoor das Américas)
- Pentacampeã Paramailmatch Campionships of the Americas
- Hexacampeã Brasileira Paralímpica Indoor
- Tricampeã Brasileira Paralímpica Outdoor
- Bronze Ariona’s Cup 2015
- Bicampeã Arionza’s Cup 2016
- Campeã Salt Lake City 2019
- Campeã Online das Américas 2020
- Campeã FITA 1440
- 10º lugar Qualificatório no Campeonato Mundial em Hertogenbösch-Holanda

Modalidade Olímpica
- Tetracampeã Brasileira Olímpica Indoor
- Vice-campeã Brasileira Olímpica Indoor
- Vice-Campeã Brasileria Olímpica Outdoor 2020
- Vice--campeã PANAMERICANA por equipe mista 2016 – Costa Rica
- 4° lugar Campeonato PANAMERICANO INDIVIDUAL 2016 – Costa Rica
- Pentacampeã Brasileira Indoor

Records
- ParaArcher of the Year 2021 – World Archery Americas
- Recordista PARAPANAMERICANA Individual e por equipe mista, sendo quebrado 3x sucessivamente, último foi batido em Monterrey-México 2021
- Recordista das Américas Paralímpica individual e por equipes mista, batido no Campeonato Mundial Outdoor em Hertogënbosch-Holanda
- Recordista[1][2][3] Brasileira Paralímpica em todas categorias de prova Outdooor, Indoor, Round FITA 1440 e distâncias 70m, 60m, 50m e 30m
- Colocação inédita para o Brasil e para as Américas na categoria Recurvo Feminino nos Jogos Paralímpicos Tokyo 2021+1, ficando em 8º lugar

Clubes
- Círculo Militar de São Paulo
- Arco e Flecha Bandeirantes - atual

## Profissional
Fabiola é formada na Universidade de São Paulo – USP, bióloga molecular e biotecnologia, sequenciamento genético, DNA forense, perícia criminal e microbiologia.

Fundador da marca e loja Aljava’s Gifts, loja focada em venda de semi jóias e peças de vestuário com artes voltadas para o tiro com arco e caiaque. O objetivo da fundação da marca é para futuramente, uma parte do lucro seja voltado para ajudar futuros atletas de baixa renda a ingressarem no esporte do tiro com arco. É também madrinha do projeto "ARCO NA ESCOLA" em Londrina – PR.